# Lingua numidica

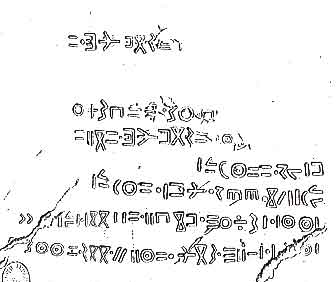
Parte libica antica dell'iscrizione bilingue di Thugga

Il numidico o libico antico (codice ISO 639-3 nxm) è ritenuto il progenitore del berbero.

## Sistema di scrittura
Il sistema di scrittura numidico è consonantico e trae le sue incerte origini nel II secolo a.C., quando alcuni popoli berberi del Nordafrica, ovvero i Numidi, costruirono un impero poderoso che successe a quello di Cartagine.
La relazione tra l'alfabeto numidico e quello punico non è mai stata chiarita del tutto.
Del numidico rimangono tracce su innumerevoli pietre tombali. Di particolare importanza è l'iscrizione di Massinissa, che presenta la duplice scrittura punica e numidica (la stele si trova attualmente al British Museum di Londra).